# Awaruïta
L'awaruïta és un mineral de la classe dels elements natius. Va ser descoberta l'any 1885 prop de la badia de Awarua (Nova Zelanda), d'on rep el seu nom.

## Característiques
L'awaruïta és un aliatge natural de ferro i níquel, amb fórmula Ni₃Fe. Sol portar impureses barrejades amb tots dos, freqüentment: cobalt, coure, sofre, fòsfor o silici. Cristal·litza en el sistema isomètric, rarament formant cristalls. El seu hàbit més comú és el massiu, trobant-se també en forma de còdols, grans o flocs. També forma intercreixements regulars amb kamacita en meteorits. La seva duresa a l'escala de Mohs és 5.
Segons la classificació de Nickel-Strunz, l'awaruïta pertany a «01.AE: Metalls i aliatges de metalls, família ferro-crom» juntament amb els següents minerals: vanadi, molibdè, crom, ferro, kamacita, tungstè, taenita, tetrataenita, antitaenita, cromferur, fercromur, wairauïta, jedwabita i manganès.
Es coneix una varietat anomenada awaruïta irídica, una varietat que conté iridi trobada al districte de Malakand, al Pakistan.

## Formació i jaciments
Sol trobar-se en plaers de rius en forma de palletes, en roques peridotites serpentinitzades, així com en meteorits. Sol trobar-se associada a altres minerals com: pentlandita, mil·lerita, magnetita, kamacita, heazlewoodita, or, coure o cromita.